# Rashad Weaver
Rashad Capone Weaver (Fort Lauderdale, Florida, 10 de noviembre de 1997) más conocido como Rashad Weaver, es un jugador profesional estadounidense de fútbol americano que se desempeña en la posición de linebacker en Tennessee Titans, equipo de la National Football League (NFL).

## Carrera
Fue seleccionado en la cuarta ronda en la Reunión Anual de Selección de Jugadores de la NFL de 2021. Hizo su debut profesional con el equipo Tennessee Titans, donde lleva jugando tres temporadas.